# Examen
Pour l’article homonyme, voir Examen médical.
 (juin 2016).
Si vous disposez d'ouvrages ou d'articles de référence ou si vous connaissez des sites web de qualité traitant du thème abordé ici, merci de compléter l'article en donnant les références utiles à sa vérifiabilité et en les liant à la section « Notes et références ».

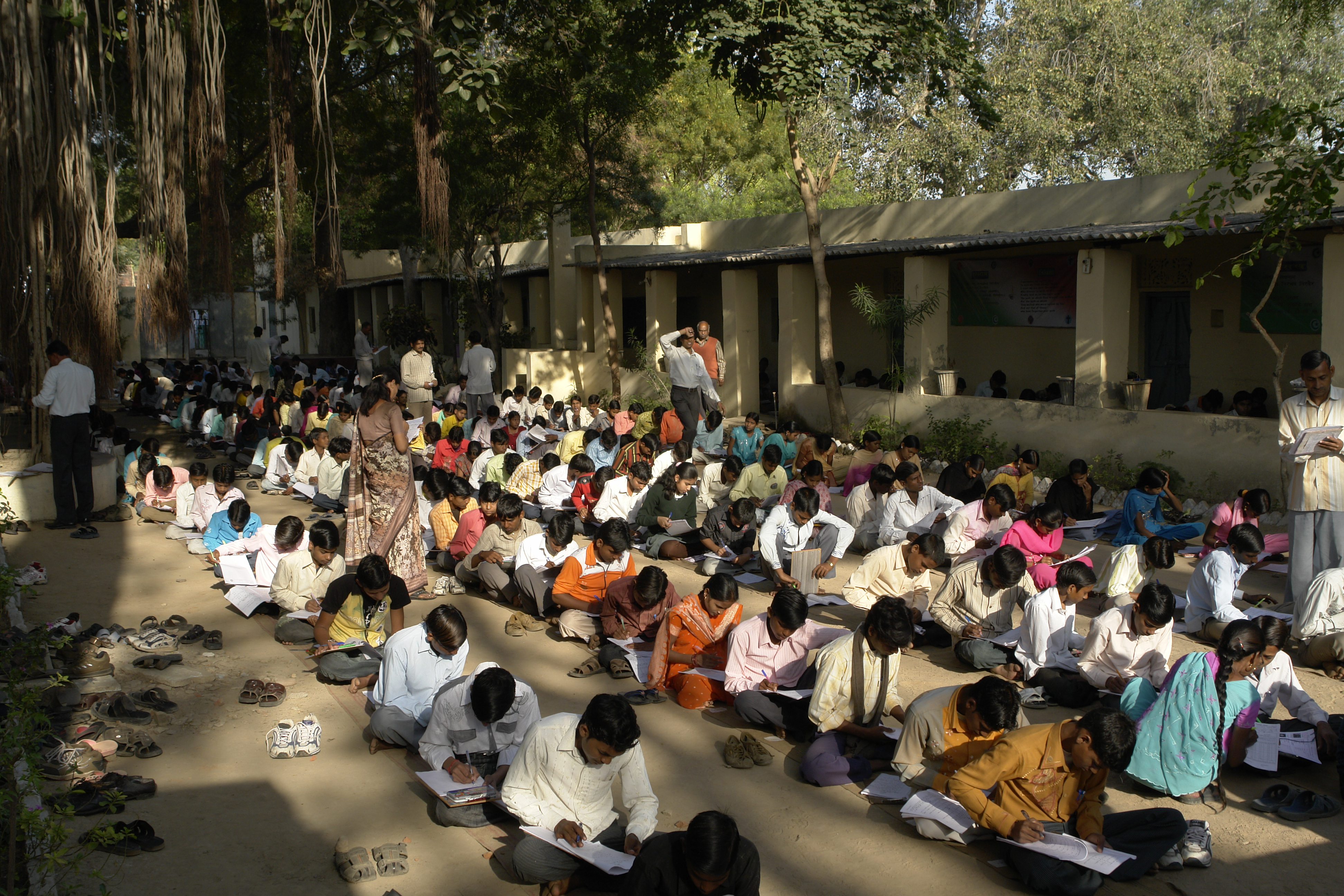
Étudiants qui passent leurs examens au Mahatma Gandhi Seva Ashram, à Jaura, en Inde.

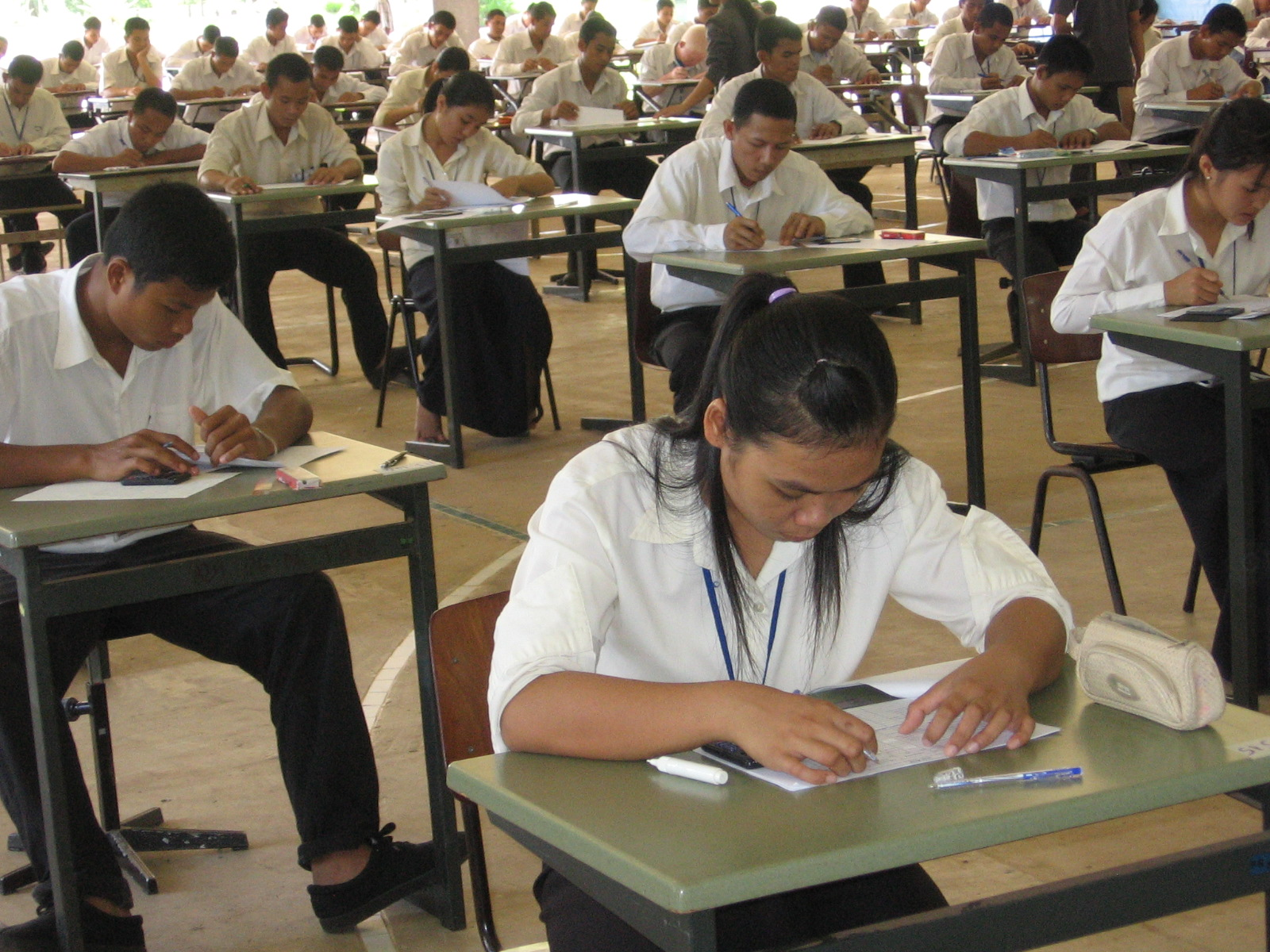
Étudiants cambodgiens qui passent un examen en vue d'une demande pour l'école technique de Don Bosco de Sihanoukville en 2008.

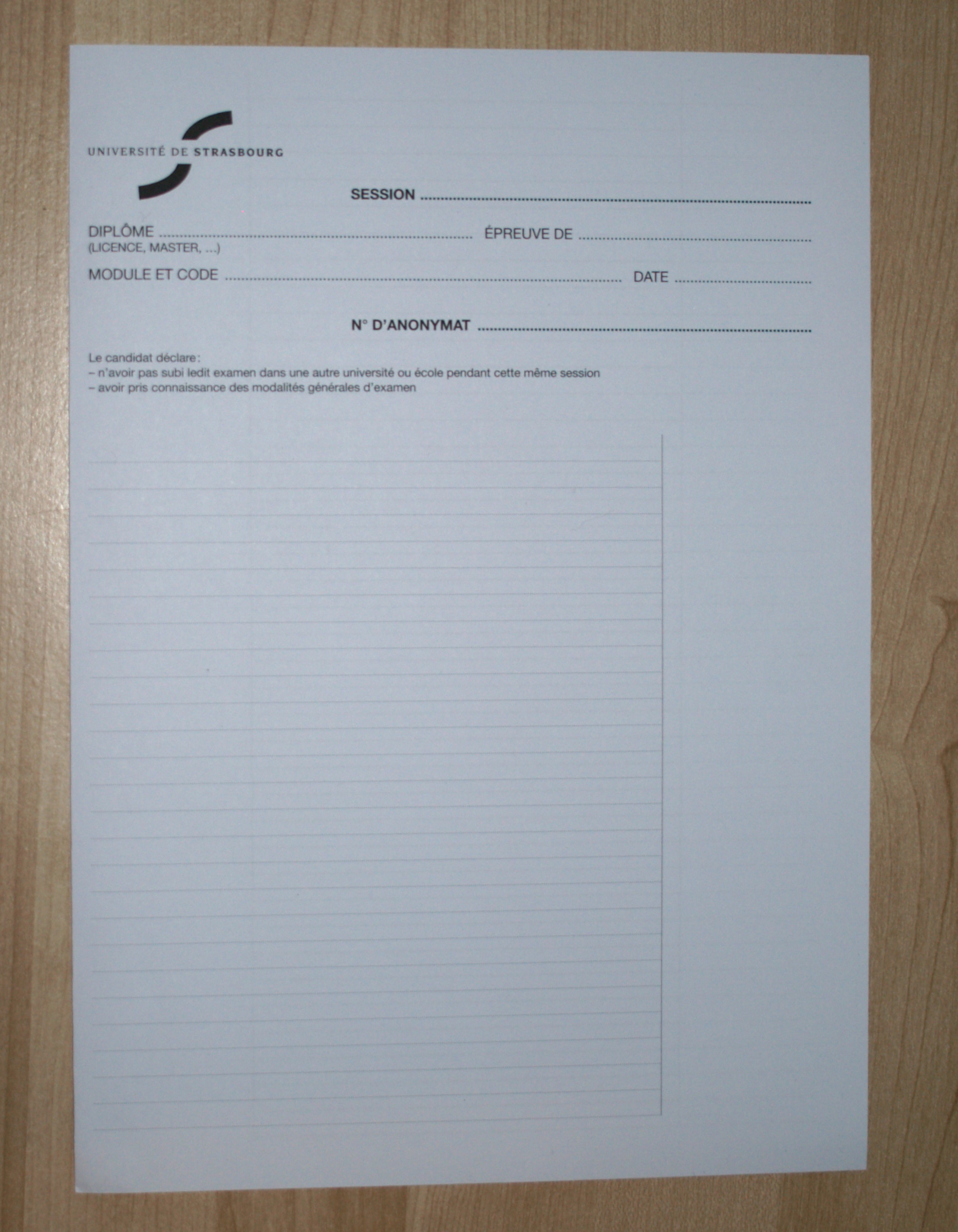
Une feuille d'examen.

Un examen est une évaluation certificative, formelle et officielle, dans le but de mesurer les connaissances, compétences et aptitudes d'un candidat à un diplôme ou à une classe supérieure. L'évaluateur doit, au terme d'un apprentissage, certifier la maîtrise des connaissances et/ou des compétences en vue de prendre la décision de réussite ou d'échec et, éventuellement, la décision relative à un classement des apprenants sur la base de leur niveau de performance.
L'examen est un jugement à la fin d'un module ou d'un cursus d'études dans lequel il n'est plus temps d'apprendre, mais d'évaluer de façon aussi précise que possible le niveau de connaissance et de compétence atteint. Il doit mener à un bilan, un rapport, une certification, une attestation, des crédits ou un diplôme.
Il se produit le plus souvent dans le monde scolaire et universitaire. Souvent, un examen final est le facteur le plus important dans la détermination de la note qu'un étudiant reçoit dans un cours. La réussite à un examen est généralement consignée par un diplôme.

## Dichotomie examen / concours
La notion d'examen se différencie de celle de concours qui est de l'ordre de la sélection : à la jonction de deux cycles d'apprentissage (l'un entièrement terminé, l'autre susceptible de s'ouvrir), l'évaluateur peut avoir à sélectionner un certain nombre de personnes pour une nouvelle filière de formation.
Dans un examen, la réussite nécessite généralement d'avoir au moins 50 % des points obtenables, par exemple une moyenne de 10 sur 20 (ex. : examen d'entrée et de sortie à l'école des avocats en France), un examen étant toujours conçu de sorte que l'obtention de l'intégralité des points soit un phénomène extrêmement rare.

## Conditions
Un examen est généralement administré sur papier, dans le format d'un devoir surveillé à l'écrit ou à l'oral. Le domaine prédéterminé exige que le candidat soit en condition de démontrer ou d'exécuter un ensemble de compétences.
Un examen est administré formellement par un professeur ou un examinateur dans une salle de classe ou un centre d'examen.

## Notation
Le test formel aboutit souvent à une catégorie ou un score. Un score peut être interprété au regard d'une norme, d'un critère, ou occasionnellement des deux. La norme peut être établie indépendamment, ou par l'analyse statistique d'un grand nombre de participants.

## Tricherie
Les conditions d'essai pour un examen final sont généralement étroitement contrôlés pour empêcher la tricherie. Les étudiants sont tenus d'être présents à un endroit précis (généralement là où la classe elle-même a été donnée) à un moment précis. Les examens sont distribués afin que chacun puisse commencer et terminer dans le même temps, et des règles strictes sont appliquées concernant le moment où les participants peuvent quitter la salle pour les pauses. Il a une fonction administratif et social, au contraire de l'évaluation formative qui a une fonction pédagogique.